# HTC HD7
Das HTC HD7 (auch bekannt als HTC Schubert, HTC HD3) ist ein Smartphone des taiwanesischen Herstellers HTC Corporation. Es nutzt das Betriebssystem Windows Phone 7.

## Hintergrund und Entwicklung
Das HTC HD7 gehört zu den ersten verfügbaren Smartphones, welche Microsofts neustes mobiles Betriebssystem Windows Phone 7 einsetzen. Um (ähnlich dem Apple iPhone) eine gesicherte Qualität zu erlangen, setzte Microsoft strenge (Mindest-)Anforderungen an die Geräte-Hersteller fest, was in einigen Bereichen zu starken Einschränkungen und einer Erschwerung bei der Schaffung eines Alleinstellungsmerkmales führt. So glänzte das erste HD-Modell des Herstellers HTC (wobei HD als Abkürzung für „High Definition“, also hochauflösend steht), das HTC Touch HD, mit einer bis dahin noch nicht dagewesenen hohen Display-Auflösung. Bei Windows Phone 7-Geräten ist WVGA (480×800 Pixel) eine feste Vorgabe, was den eigentlichen Sinn hinter dem Gerätenamen ad absurdum führt. Auch HTCs sehr beliebte Weiterentwicklung der Benutzeroberfläche, HTC Sense, kann künftig nicht mehr in dem Rahmen eingesetzt werden wie noch unter Windows Mobile und Android.

## Markteinführungen und Vertrieb
Das HTC HD7 ist seit dem 21. Oktober 2010 offiziell in Europa erhältlich.
Neben dem freien Handel wird das Smartphone auch in Kooperation mit verschiedenen Mobilfunkkonzernen angeboten.

### Deutschland
In Deutschland ist das HTC HD7 exklusiv beim Anbieter O2 erhältlich.
Die Version, welche von O2 angeboten wird, verfügt im Gegensatz zum europäischen Standard über 16 GB statt nur 8 GB Speicher.
O2 gab bekannt, dass das HD7 schon nach der ersten Woche komplett ausverkauft war.

### Österreich
Als Partner für den Vertrieb des HD7 konnte HTC in Österreich das Mobilfunkunternehmen A1 sowie deren Konkurrenten 3 gewinnen.

### Schweiz
In der Schweiz erhielt jedes der drei großen Mobilfunkunternehmen jeweils eines der drei HTC WP7-Smartphones, welche für den europäischen Raum freigegeben wurden, zugesprochen.
Hierbei erhielt Sunrise Communications den Zuschlag für das HTC HD7; Orange vertreibt künftig das HTC 7 Mozart und die Swisscom das HTC 7 Trophy.

## Technik

### Chipset
Als Hardware-Basis kommt ein Snapdragon-Chipset des Typs QSD8250 zum Zuge, welches bereits im Vorgänger HTC HD2 verbaut war. Der mit 1 GHz taktende Prozessorkern namens Scorpion ist vergleichbar mit dem ARM-Cortex-A8-Kern und wird von 576 MB Arbeitsspeicher unterstützt. Grafische Berechnungen übernimmt der fest auf der Platine verbaute Adreno 200-Chip von Qualcomm, welcher unter anderem den OpenGL-ES-2.0- sowie Direct3D-Standard beherrscht.

Das QSD8250-Chipset stellt die erste Generation der Snapdragon-Produktelinie dar und unterstützt mehrere Mobilfunkstandards, darunter GPRS, EDGE, UMTS und HSPA.

Zudem beinhalten alle Snapdragon-Chipsets Recheneinheiten zum Dekodieren von HDTV mit einer Auflösung von 720p sowie einen GPS-Empfänger.

### Display
Das HD7 verfügt über einen 4,3 Zoll (10,9 cm) großen kapazitiven Multi-Touch-Screen, welcher mit 480×800 Pixel (WVGA) auflöst und eine Farbtiefe von 24 Bit (nach dem HTC Update nur noch 16 Bit) anzuzeigen vermag, was rund 16,78 Millionen Farben entspricht (True Color).

### Speicher
Entgegen anderen Modellen, wie etwa dem Samsung Omnia 7, kommt im HTC HD7 kein festgelöteter NAND-Speicher zum Zuge, sondern ein interner, nicht frei zugänglicher SD-Kartenslot. Je nach Ausführung befindet sich in dem Kartenslot eine 8 oder 16 GB SDHC-Speicherkarte der Geschwindigkeitsklasse Class 4 des Herstellers SanDisk. Der interne ROM-Speicher mit einer Kapazität von 512 MB wird hierbei, gemeinsam mit der SD-Karte, in einem JBOD-Verbund zu einem Speicher zusammengefügt; innerhalb des Betriebssystems kann also nicht mehr zwischen ROM oder SD-Karte unterschieden werden.

### Kamera
Die integrierte Kamera kann Fotos mit einer Auflösung bis zu 5 Megapixel (2.560 × 1.920 Pixel) schießen. Zur Lichtmessung kommt ein aktiver Pixelsensor (auch bekannt als „CMOS-Sensor“) zum Zuge. Unterstützung erhält die Kamera dabei von einem Dual-LED-Blitzlicht. Die Kamera kann zudem Filme mit einer Auflösung bis zu 720p (1280 × 720 Pixel) aufnehmen. Im Weiteren stehen dem Nutzer verschiedene Aufnahmeprogramme zur Verfügung, darunter Kerzenschein, Landschaft und Portrait.

### Funkverbindungen
Drahtlos kommuniziert das HD7 per WLAN-Standard 802.11 b/g/n, GPRS, EDGE, UMTS, HSPA und Bluetooth 2.1. Zudem ist eine A-GPS-Antenne eingebaut.
Es werden die Bluetooth-Profile A2DP, AVRCP, HFP, HSP und PBAP unterstützt.
| Funkstandard       | Datenrate (brutto) | Frequenz              |
| ------------------ | ------------------ | --------------------- |
| WLAN IEEE 802.11 b | 11 Mbit/s          | 2,4 GHz               |
| WLAN IEEE 802.11 g | 54 Mbit/s          | 2,4 GHz               |
| WLAN IEEE 802.11 n | 600 Mbit/s         | 2,4 GHz               |
| HSDPA              | 7,2 Mbit/s         | 900 / 2100 MHz        |
| HSUPA              | 2,0 Mbit/s         | 900 / 2100 MHz        |
| GPRS               | 114 kbit/s         | 850/900/1800/1900 MHz |
| EDGE               | 560 kbit/s         | 850/900/1800/1900 MHz |
| Bluetooth 2.1      | 2,1 Mbit/s         | 2402–2480 MHz         |

### Sensoren
Als Sensoren dienen ein G-Sensor, ein digitaler Kompass, ein Näherungssensor sowie ein Umgebungslichtsensor.

### Abmessungen und Gewicht
Die Maße des Smartphones betragen 122 × 68 × 11,2 mm (H × B × T), wobei das Gerät auf ein Gewicht von 162 Gramm (mit Akku) kommt.

### Akkumulator
Der Lithium-Ionen-Akku hat eine Nennkapazität von 1230 mAh.
HTC gibt eine Laufzeit des Akkumulators im GSM-Netz von rund 380 Minuten Gespräch oder 310 Stunden (entspricht knapp 13 Tagen) im Standby an.

### Besonderheit
Als Besonderheit hat das HD7 einen sogenannten „Kickstand“ (Ständer) erhalten, wodurch sich das Gerät für den medialen Genuss aufrecht auf einer Tischplatte positionieren lässt.
Neben dem HTC HD7 erhielt nur das in Europa (aktuell) nicht erhältliche HTC 7 Surround einen solchen Ständer.

## Unterschied zu Mozart, Trophy und Co.
Die Modelle HTC 7 Trophy sowie HTC 7 Mozart, welche ebenfalls am 11. Oktober 2010 offiziell vorgestellt wurden, gehören zur selben Veröffentlichungs-Generation von HTC für Microsoft Windows Phone 7 wie das HTC HD7. Noch unklar ist, ob das Modell HTC 7 Surround in D-A-CH oder generell in Europa erscheinen wird. Das einzige Gerät der ersten Generation von Windows Phones mit Hardware-Tastatur, das HTC 7 Pro, wurde vom Provider O2 für den Januar 2011 für den deutschen Markt angekündigt.
Da die Launch-Geräte von HTC für Windows Phone 7 alle die gleiche Hardware-Basis haben, sind die Unterschiede teilweise erst im Detail zu finden.
| Smartphone:    | Geräte-Ausrichtung:                                                    | Verfügbarkeit D-A-CH:                             | Abmessungen / Gewicht:             | Unterschiede zum HTC HD7                                 |
| -------------- | ---------------------------------------------------------------------- | ------------------------------------------------- | ---------------------------------- | -------------------------------------------------------- |
| HTC HD7        | Filme („Mobile Unterhaltung im riesigen Format“)                       | 21. Oktober 2010                                  | 122,0 × 68,0 × 11,20 mm, 162 Gramm | -                                                        |
| HTC 7 Trophy   | Games („Die Power von XBOX Live in Ihrer Hand“)                        | 21. Oktober 2010                                  | 118,5 × 61,5 × 11,96 mm, 140 Gramm | 3,8 Zoll (96,50 mm) Display (ebenfalls WVGA)             |
| HTC 7 Trophy   | Games („Die Power von XBOX Live in Ihrer Hand“)                        | 21. Oktober 2010                                  | 118,5 × 61,5 × 11,96 mm, 140 Gramm | Einfaches statt zweifaches LED-Blitzlicht für Kamera     |
| HTC 7 Trophy   | Games („Die Power von XBOX Live in Ihrer Hand“)                        | 21. Oktober 2010                                  | 118,5 × 61,5 × 11,96 mm, 140 Gramm | Leicht erhöhte Akku-Kapazität (1300 mAh statt 1230 mAh)  |
| HTC 7 Mozart   | Musik („Tauchen Sie in dynamische Klangwelten ein“)                    | 21. Oktober 2010                                  | 119,0 × 60,2 × 11,90mm, 130 Gramm  | 3.7 Zoll (94 mm) Display (ebenfalls WVGA)                |
| HTC 7 Mozart   | Musik („Tauchen Sie in dynamische Klangwelten ein“)                    | 21. Oktober 2010                                  | 119,0 × 60,2 × 11,90mm, 130 Gramm  | 8 Megapixel Kamera mit Xenon-Blitz                       |
| HTC 7 Mozart   | Musik („Tauchen Sie in dynamische Klangwelten ein“)                    | 21. Oktober 2010                                  | 119,0 × 60,2 × 11,90mm, 130 Gramm  | Ein Teil des Gehäuses besteht aus gebürstetem Aluminium  |
| HTC 7 Mozart   | Musik („Tauchen Sie in dynamische Klangwelten ein“)                    | 21. Oktober 2010                                  | 119,0 × 60,2 × 11,90mm, 130 Gramm  | Leicht erhöhte Akku-Kapazität (1300 mAh statt 1230 mAh)  |
| HTC 7 Surround | Sound („Ein Phone für maximales Hör- und Seherlebnis“)                 | Unbekannt Nordamerika: 21. Oktober 2010           | 119,7 × 61,5 × 12,97 mm, 165 Gramm | 3,8 Zoll (96,50 mm) Display (ebenfalls WVGA)             |
| HTC 7 Surround | Sound („Ein Phone für maximales Hör- und Seherlebnis“)                 | Unbekannt Nordamerika: 21. Oktober 2010           | 119,7 × 61,5 × 12,97 mm, 165 Gramm | 16 GB statt 8 GB internen Speicher                       |
| HTC 7 Surround | Sound („Ein Phone für maximales Hör- und Seherlebnis“)                 | Unbekannt Nordamerika: 21. Oktober 2010           | 119,7 × 61,5 × 12,97 mm, 165 Gramm | Weniger RAM: 448 MB statt 576 MB                         |
| HTC 7 Surround | Sound („Ein Phone für maximales Hör- und Seherlebnis“)                 | Unbekannt Nordamerika: 21. Oktober 2010           | 119,7 × 61,5 × 12,97 mm, 165 Gramm | Ausschiebbare Surround-Lautsprecher                      |
| HTC 7 Pro      | Business („Erledige Deine Arbeit und genieße Grossbild-Entertainment“) | ab Januar 2011 bei O2 Nordamerika: Bis Mitte 2011 | 117,5 × 59,0 × 15,50mm, 185 Gramm  | 3,6 Zoll (90,14 mm) Display (ebenfalls WVGA)             |
| HTC 7 Pro      | Business („Erledige Deine Arbeit und genieße Grossbild-Entertainment“) | ab Januar 2011 bei O2 Nordamerika: Bis Mitte 2011 | 117,5 × 59,0 × 15,50mm, 185 Gramm  | Ausschiebbare QWERTY-Tastatur                            |
| HTC 7 Pro      | Business („Erledige Deine Arbeit und genieße Grossbild-Entertainment“) | ab Januar 2011 bei O2 Nordamerika: Bis Mitte 2011 | 117,5 × 59,0 × 15,50mm, 185 Gramm  | Deutlich höhere Akku-Kapazität (1500 mAh statt 1230 mAh) |

## Modifikationen
Erweiterung des internen Speichers
Nur wenige Tage nach dem offiziellen Release des HTC HD7 wurden bereits erste Berichte veröffentlicht, in denen geschildert wird, wie der interne Speicher durch Ersetzung der SDHC-Karte erweitert werden kann. Hierfür müssen an mehreren Stellen unterhalb des Akku-Faches Torx-Schrauben gelöst werden, um an den Kartenslot zu gelangen. Wird allerdings die Karte, welche über eine maximale Kapazität von 32 GB verfügen darf, getauscht, so wird das Betriebssystem aufgrund der Trennung des JBOD-Verbundes von ROM und SD-Karte unbrauchbar und muss mittels Hardreset komplett rückgesetzt werden; es werden also sämtliche persönlichen Daten gelöscht.
Gemäß mehreren Berichten innerhalb der Online-Community XDA Developers funktionieren zudem nicht alle SDHC-Karten. Während Karten des Herstellers SanDisk, welche auch standardmäßig von HTC eingebaut werden, scheinbar problemlos funktionieren, so erwiesen sich die getesteten 32-GB-Versionen von Kingston als unbrauchbar.
Ein weiteres Problem stellt die Tatsache dar, dass die nun entfernte SD-Karte aufgrund einer unbekannten Formatierung nicht ohne weiteres abseits eines Windows-Phone-7-Smartphones, beispielsweise am Computer oder in einer Digitalkamera, benutzt werden kann. Hier hilft aktuell lediglich ein Workaround unter Beizug eines Symbian-Smartphones.
Auf der Video-Plattform YouTube wurde ein Video veröffentlicht, welches den Wechsel der SD-Karte im Detail zeigt, ohne dass ein Verlust der Garantie erfolgt.
Weiter sind auch Modifikation im Bereich Software möglich die sogenannten Custom ROM die ihren Ursprung bei den XDA-Developer hatten, aber mittlerweile auch in Deutschen Windows Phone Foren erhältlich sind.

## Kritik aus der Community

### Vor Bekanntgabe der Leistungsdaten
Vor der offiziellen Ankündigung seitens HTC kursierten viele Spekulationen hinsichtlich der möglichen Leistungsdaten des HD7, welche die Messlatte der Erwartungen bei den Interessenten sehr hoch anlegte. Dies insbesondere deswegen, da die „HD“-Modell von HTC bis dahin stets als die Flaggschiffe des eigenen Portfolios galten. Die Gerüchte prophezeiten dem HD7 (damals noch „HD3“ genannt) unter anderem ein 4,5-Zoll-Display mit einer Auflösung von 800×1280 Pixeln sowie einem 1,5 GHz starken Snapdragon-Chipset. Neben der Möglichkeit Full-HD-Filme (1080p) wiederzugeben, sollte das HD7 auch bereits den neusten 4G-Standard LTE implementiert haben. HTC kommentierte oder bestätigte solcherlei Gerüchte nie.

### Reaktionen aus der Community
Entsprechend hoch war dann die Zahl derer die enttäuscht waren, als die ersten effektiven Randdaten des Gerätes veröffentlicht wurden. Vor allem die Tatsache, dass sich das Gerät kaum von seinem Vorgänger, dem einjährigen HTC HD2, unterschied, sorgte für großen Frust.

### Wahl des Snapdragon-Chipsets
Auf großes Unverständnis stieß die Wahl des verbauten Snapdragon-Chipsets – Mit dem QSD8250 wurde die erste und somit älteste Generation gewählt, wohingegen HTC in der Android-Sparte bei Geräten wie dem HTC Desire HD bereits die zweite Generation (MSM8255) einbaute. Durch den Shrink von 65 nm auf 45 nm konnte bei den neueren Chipsets nicht nur die Leistungsfähigkeit erhöht, sondern auch der Energieverbrauch gesenkt werden. Zudem sanken die Produktionskosten, da mehr Dies per Wafer gefertigt werden können.
Ein weiterer Nachteil bei der Verwendung des älteren Snapdragon-Chipsets liegt in der verbauten GPU. War die erste Generation noch mit einer Adreno 200-GPU bestückt, so verrichtet in der zweiten Generation die deutlich leistungsfähigere Adreno 205 ihre Dienste. In einem Durchlauf des „3DMarkMobile ES 2.0“ Benchmarks der Firma Rightware (vormals der Firma Futuremark), wurde der Adreno 205-GPU rund viermal höhere Leistungswerte zugesprochen als noch dem Vorgänger Adreno 200.

### Kapazität des internen Speichers
Als absolutes No-Go stellte für viele jedoch erst die Tatsache dar, dass HTC einem Gerät, welches auf die mediale Nutzung ausgelegt ist, nur 8 GB Speicher ausrüstete. Dies empfinden viele gerade deswegen als frappant, da das Gerät über keinen frei zugänglichen Speicherkarten-Slot verfügt, der Speicher also nicht ohne Modifikation erweitert werden kann (Siehe auch: Erweiterung des internen Speichers). Einige Mobilfunkanbieter, wie etwa der deutsche Anbieter O2, wirken dem mit einer Sonderversion mit 16 GB verbautem Speicher entgegen.